# Paar van Weerdinge

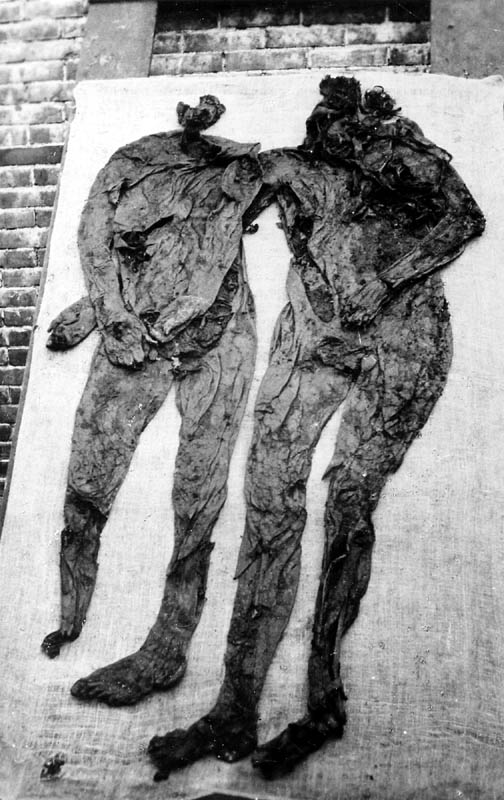
Paar van Weerdinge 1904 (gefotografeerd door Geert Jannes Landweer)

Het Paar van Weerdinge zijn twee veenlijken uit de Nederlandse ijzertijd die op 29 juni 1904 door veenarbeider Hilbrand Gringhuis gevonden zijn in het Weerdingerveen bij Weerdinge in Drenthe. De veenlijken bevinden zich nu in het Drents Museum in Assen.

## Vondst
Na de vondst werden de lichamen overgebracht naar het lijkenhuis op de begraafplaats van Nieuw-Weerdinge. Hiertoe werden de lijken opgerold en in een kistje gestopt.

## Onderzoek
Aanvankelijk ging men ervan uit dat het hier een man en een vrouw betrof, maar een DNA-onderzoek in 1990 wees uit dat het hier om twee mannen gaat met beiden een andere moeder. Aanvankelijk stond de vondst dan ook wel bekend als echtpaar van Weerdinge en in de volksmond ook wel als het echtpaar Veenstra.
De veenlijken dateren uit de late ijzertijd. De doodsoorzaak van het rechter veenlijk is mogelijk een messteek in de borst. Vrijwel alle botten zijn vergaan. Wel zijn enkele organen bewaard gebleven. Dit komt door de zuren die in het veen aanwezig waren.

De Romeinse schrijver Tacitus schreef over de Germaanse doodstraf: 
"Lafaards en onkrijgshaftigen en schandelijken qua lichaam / wie ontucht heeft gepleegd, dompelen ze onder in leem en moeras, nadat er een vlechtwerk overheen gegooid is."